# Ljubečiv
Ljubečiv (Ucraino: Любешів) è un insediamento rurale ucraino (5 702  abitanti) nel distretto di Kamin'-Kašyrs'kyj nell'oblast' di Volinia. Ospita l'amministrazione della comunità territoriale di Ljubečiv, una delle comunità territoriali dell'Ucraina.
Fino al 18 luglio 2020 Ljubečiv fungeva da centro amministrativo del distretto di Ljubečiv, abolito come parte della riforma amministrativa dell'Ucraina, che ha ridotto a quattro il numero dei distretti dell'oblast' di Volinia. L'area del distretto di Ljubečiv è stata fusa nel distretto di Kamin'-Kašyrs'kyj.
Fino al 26 gennaio 2024 Ljubečiv era classificata come insediamento di tipo urbano. Da tale data è entrata in vigore una nuova legge che ha abolito questo status e Ljubečiv è stata riclassificata come insediamento rurale.